# Adolfo Holley
Adolfo Holley Urzúa (Talca, 1833 – Tacna, 11 november 1914) was een Chileens generaal die zich onderscheidde tijdens de Salpeteroorlog (1879-1883) en de Chileense Burgeroorlog.

## Biografie
Hij was de zoon van Jacinto Holley Leblanc en María Urzúa Vergara. In 1848 werd hij toegelaten tot de militaire academie en na de voltooiing van zijn opleiding in 1852 nam hij dienst in het leger. In 1853 werd hij gepromoveerd tot luitenant. Zijn militaire carrière begon pas echt goed tijdens de pacificatie en bezetting van Araucanía in de jaren zestig van de negentiende eeuw. In 1876 werd hij bevorderd tot luitenant-kolonel. Aan het begin van de Salpeteroorlog was hij plaatsvervangend bevelhebber van het regiment Esmeralda (mei 1879). Hij nam deel aan de slag bij Tacna (thans Peru). Kort daarop volgde zijn promotie tot commandant van het regiment. Nadien nam hij deel aan de veldslagen bij Chorrillos en Miraflores, waar zijn regiment zware schade opliep. Vervolgens nam deel aan de bezetting van de Peruaanse hoofdstad Lima en nam deel aan de campagne van de Sierra.

### Burgeroorlog
In het begin van de Burgeroorlog van 1891 nam hij de stad Copiapó in. Op 27 mei 1891 benoemde de revolutionaire tegenregering in Iquique kolonel Holley tot minister van Oorlog en Marine. Ook was hij chef van de generale staf. Na de overgave van Santiago door de regering op 31 augustus vestigde revolutionaire regering zich op 1 september in de hoofdstad, Holley kreeg echter de opdracht om naar Coquimbo te gaan om daar de laatste militaire aanhangers van de regering van president José Manuel Balmaceda te ontwapenen.
Op 20 september trad Holley toe tot de voorlopige regering (Junta de Gobierno de Santiago) van kapitein-ter-zee Jorge Montt. Na de verkiezing van Montt tot president van de republiek en de vorming van een reguliere regering, trad Holley uit de politiek (26 december 1891). 
Op 3 november 1891 werd hij per decreet van het parlement bevorderd tot divisie-generaal.

### Inspecteur-generaal van het Chileense leger
Van 28 augustus 1894 tot 13 oktober 1900 was hij als opvolger van generaal Marco Aurelio Arriagada inspecteur-generaal van het Chileense leger. Hij werd in die functie opgevolgd door generaal Emilio Körner. 

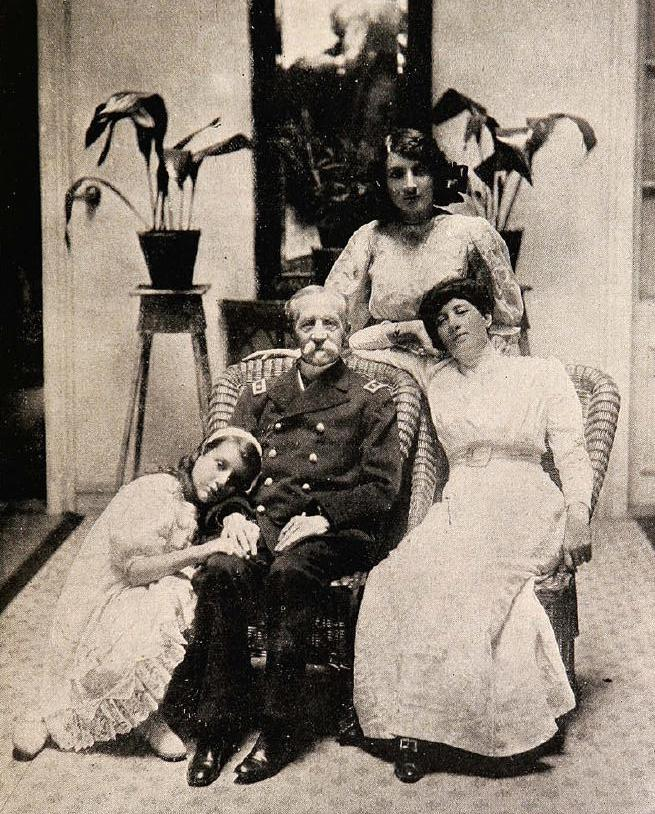
Adolfo Holley met vrouw, dochter en kleindochter

Adolfo Holley overleed op 11 november 1914 in Tacna. Hij was getrouwd met Mercedes Erasma Ovalle Aguirre en had een dochter en een zoon.